# Chargeuse compacte

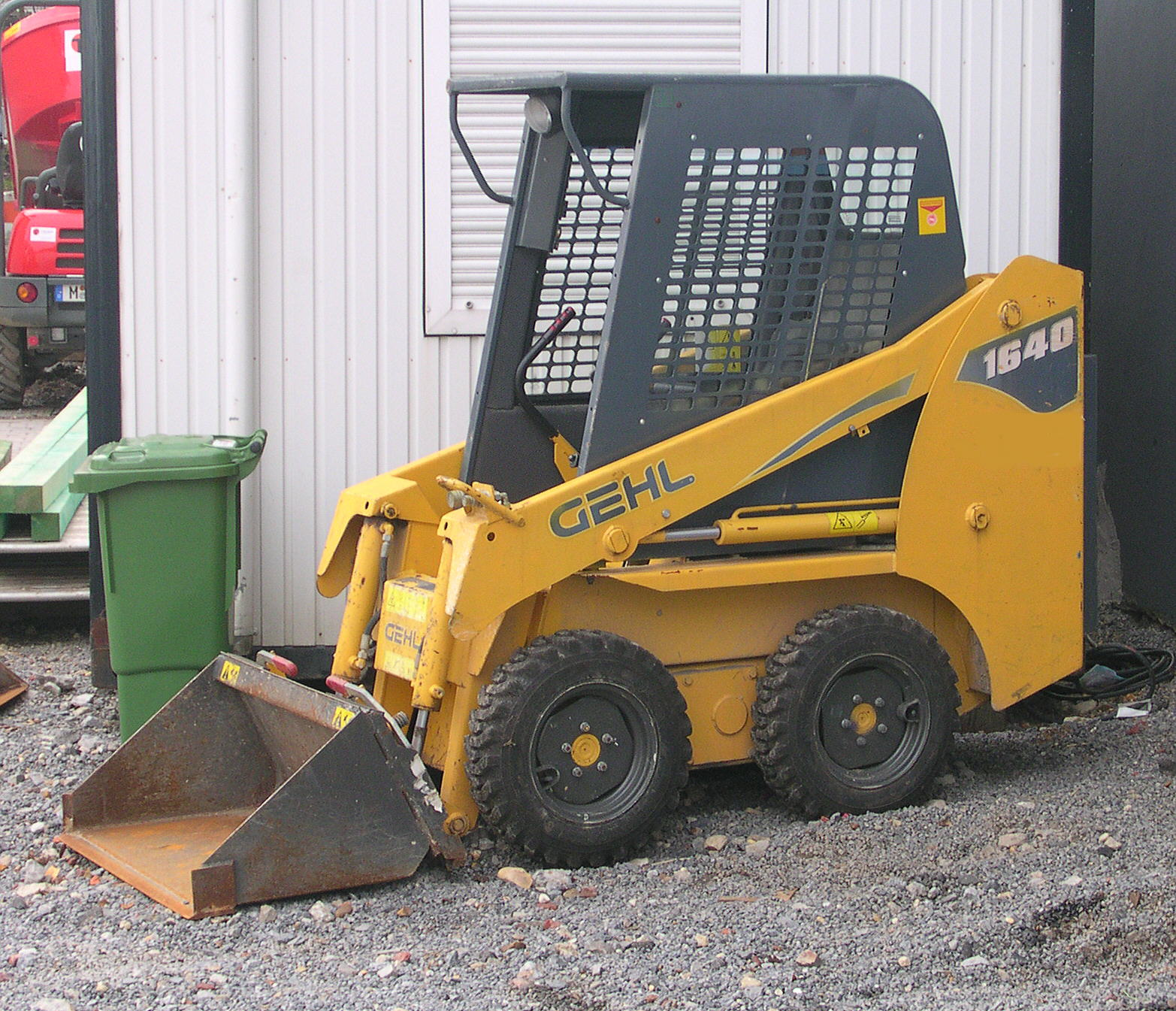
Chargeur compact à roues

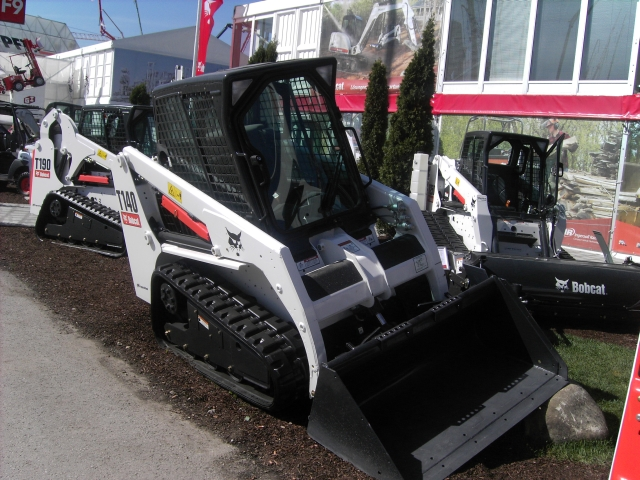
Chargeurs skid avec train de roulement à chenilles delta.

Une chargeuse compacte ou un chargeur compact est un engin de chantier, plus précisément une chargeuse de moins de 1,5 t de charge utile environ, avec un train moteur simple. D'une grande maniabilité elle convient pour des travaux dans des espaces exigüs ou encombrés comme les petits chantiers de construction, les espaces récréatifs ou l'élevage. Les chargeuses compactes sont soit à roues, soit à chenilles caoutchouc.
Les roues sont montées sur essieux rigides et tournent à la même vitesse par paire de côté. Les changements de direction sont effectués par glissement des roues d'un côté ou de l'autre  comme avec des chenilles (anglais skid steer , direction par dérapage). Aussi cette machine est parfois appelée chargeuse skid ou familèrement Bobcat, nom de marque donné par le premier constructeur.
En plus du godet, une variété d'accessoires permet aux chargeuses compactes d'être utilisées comme machines polyvalentes.

## Morphologie
Le chargeur compact est essentiellement constitué de quatre composants :
1. godet
2. moteur
3. roues motrices
4. poste de conduite

## Caractéristiques
Selon le modèle, les chargeuses compactes ont des puissances comprises entre 10 et 40 kW. Le poids opérationnel (poids mort) est compris entre 0,7 et 3,5 t, la charge utile (capacité de levage) de 200 kg jusqu'à 1500 kg et le godet avant peut contenir jusqu'à 1,4 m³. Les chargeuses compactes typiques ont un empattement court et la largeur de la machine n'est que de 0,9 à 1,75 M.
Il existe des microchargeuses compactes sans cabine (Giant, Kanga par exemple) ; l'opérateur se tient debout sur un marchepied placé à l'arrière de la machine, elles sont capables de passer par une porte (moins de 0,93 m de largeur) ou bien elle est télécommandée (MDB).

## Technologie et équipement

Cinématique d'une chargeuse compacte à tringlerie « quatre barres ».

Les chargeuses compactes sont équipées de quatre (exceptionnellement six) roues motrices avec moteurs hydrauliques. ElIes atteignent une vitesse de pointe allant jusqu'à 20 km/h.

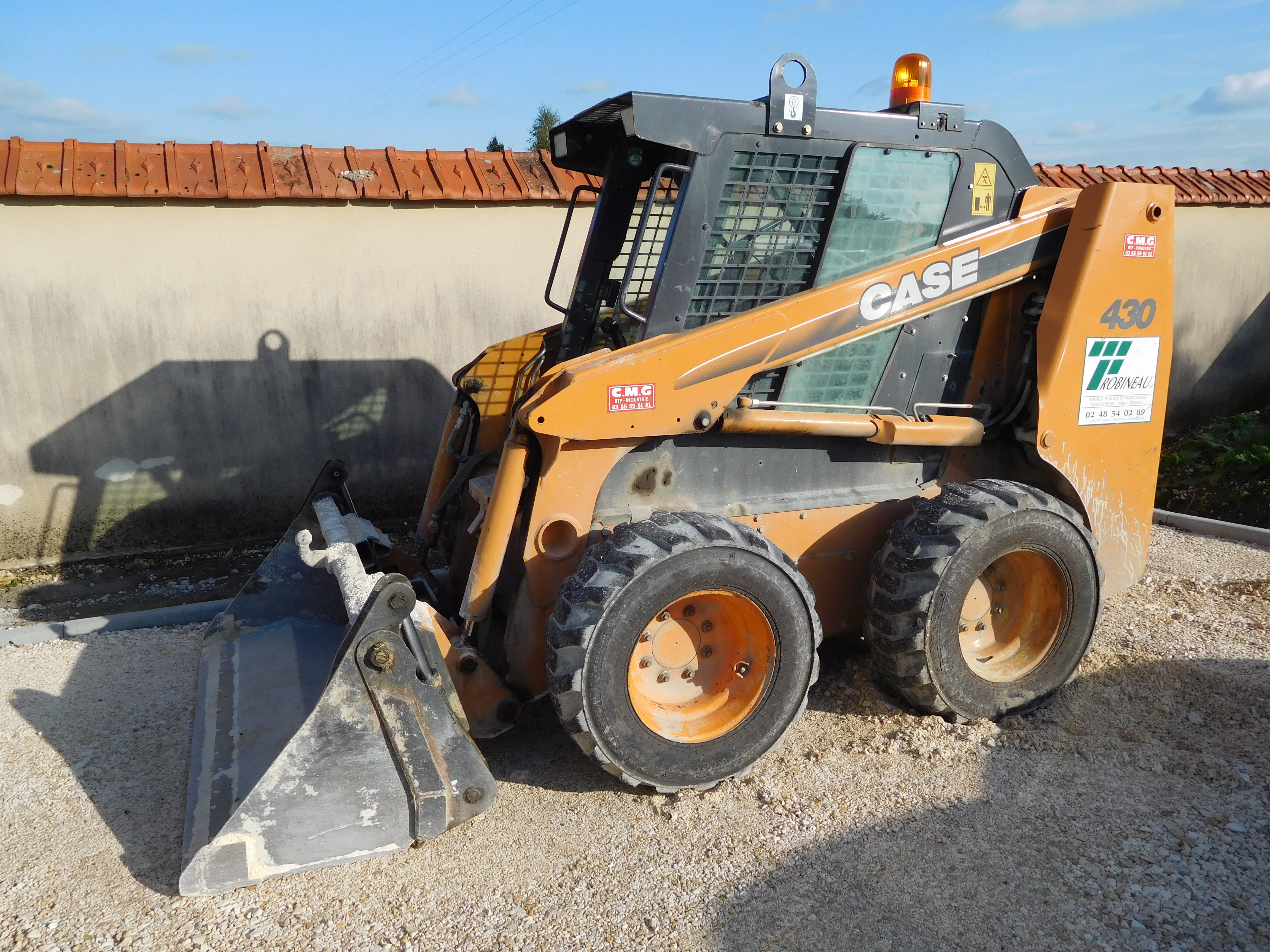
Case 430 « Skid loader » équipé d'un godet drop.

Les roues sont montées sur essieux rigides et tournent à la même vitesse par paire de côté. Les changements de direction sont effectués par glissement des roues sur un côté ou sur l'autre (anglais skid steer , en entraînant les paires de roues latérales ou les chenilles à des vitesses différentes ou dans le sens opposé. Dans ce dernier cas (contre-rotation) la chargeuse pivote sur place. Elles ne conviennent pas sur sols instables.
Des trains de roulement à chenilles caoutchouc sont également utilisés, ils sont particulièrement adaptés aux surfaces molles et glissantes, car le poids de la machine est réparti sur une plus grande surface et la traction est améliorée. Les appareils à chenilles triangulaires sont également appelés chargeurs delta.
Les chenilles spéciales exercent encore moins de pression et sont lisses, de sorte qu'elles peuvent être utilisées sur des surfaces particulièrement sensibles telles que les terrains de golf.
Le godet de chargement effectue généralement un mouvement radial, ce qui le fait reculer de manière significative lorsque la charge est soulevée pour le déchargement. En guidant le bras de la pelle sur deux bras de levier, les nouveaux modèles disposent d'une tringlerie à quatre barres qui permet le « levage vertical » de la pelle. En conséquence, la charge utile peut être augmentée par rapport aux appareils à levage radial, car la pelle ne s'éloigne pas trop du chargeur lorsqu'elle pivote vers le haut.
Les appareils sont controlés par des distributeurs hydrauliques commandés mécaniquement, hydrauliquement ou électriquement.
Afin de permettre une utilisation polyvalente, de nombreux appareils sont équipés de distributeurs et prises hydrauliques supplémentaires pour les accessoires (plus de 200 différents).

## Utilisation
Ces machines sont recherchées pour toute utilisation en espace restreint. Elles peuvent se déplacer à l'intérieur des bâtiments.

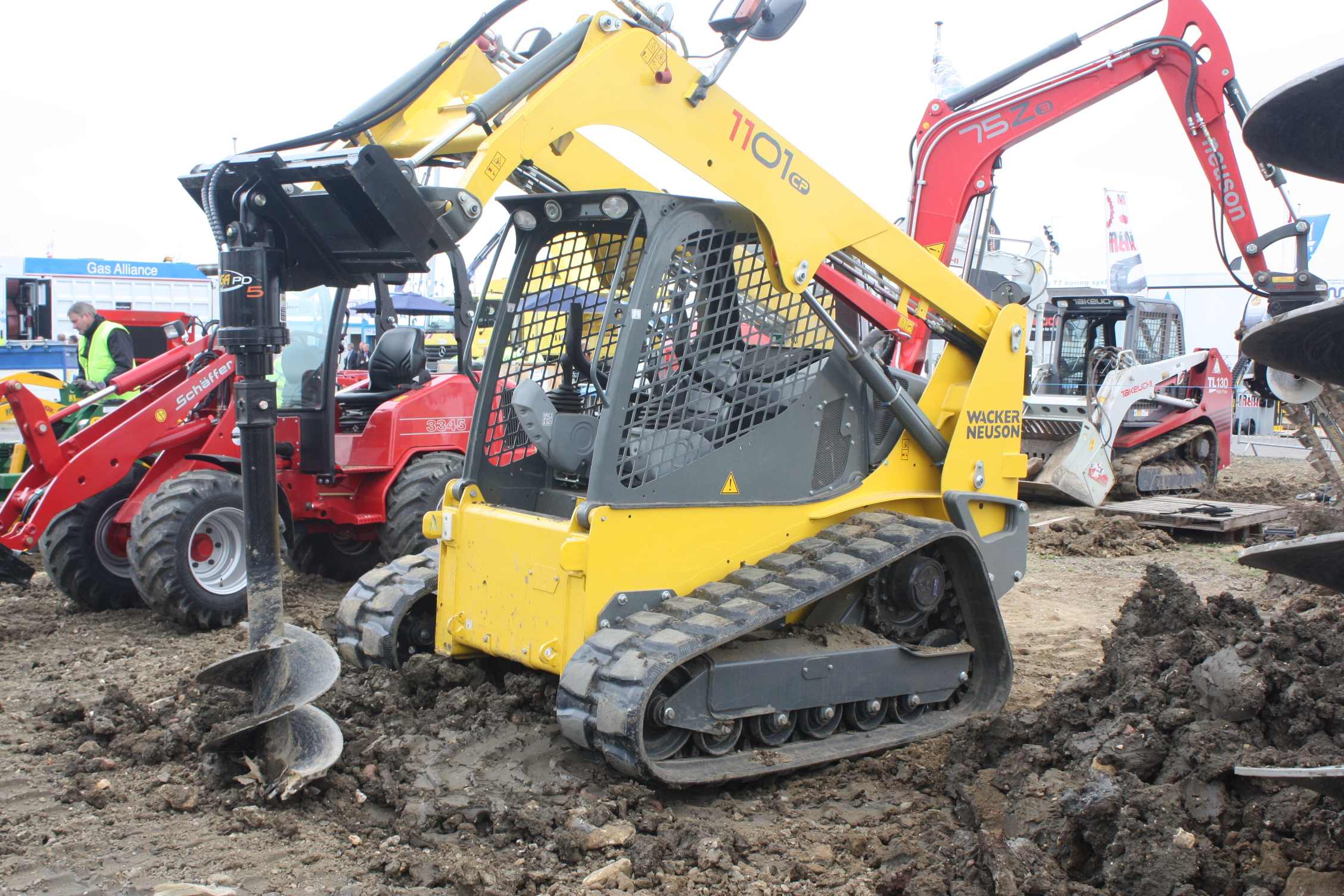
Chargeuse compacte à chenilles delta avec une tarière.

En plus de divers godets, plus de 200 accessoires et outils différents à des fins spéciales sont proposés.
De même que les microtracteurs, ces engins relativement peu coûteux sont de plus en plus utilisés par les artisans et comme outils domestiques par les collectivités et particuliers possêdant jardins et espaces récréatifs.
Voirie :
- raboteuse d'asphalte
- machine à goudronner
- Lame de bulldozer 2D/3D
- Compresseur à air
- trancheuse/coupe-câble

Agriculture:
- godet à grappin
- fourche à balles de foin ou fumier

Service d'hiver:
- souffleuse à neige
- lame déneigeuse

Usage général:
- pelle à poussière
- balai
- marteau hydraulique
- mixeur
- fourche à palette

et beaucoup plus.

## Sécurité
En raison de la conception, l'opérateur a une vue réduite sur les zones situées sur le côté ou derrière. En marche arrière, si nécessaire, un signal doit être activé. Avec une charge à l'avant, le véhicule peut devenir instable et peut facilement basculer lors d'un freinage ou d'un virage. Les charges ne peuvent donc être déplacées qu'avec le bras de charge abaissé. Les chargeuses à tringlerie « quatre barres » ou sur chenilles, plus stables, sont à privilégier de ce point de vue.

## Constructeurs
La catégorie des chargeuses compactes était initialement une niche et n'était produite que par quelques fabricants. La société Bobcat céée en 1958 aux États-Unis, a su se faire un nom. Elle est en 2023 un département du constructeur coréen Doosan et produit ses machines à Pontchâteau en France (ex-usine Sambron). Depuis les années 1990, de plus en plus d'entreprises ont commencé à ajouter cette classe d'équipements à leur gamme de machines. Il s'agit notamment de Case, Gehl Company (filiale de Manitou), Giant, Komatsu, Hyundai ou Joseph Cyril Bamford (JCB), Caterpillar et Wacker Neuson, PowerPac, Manitou.

## Sources et références
- (de) Cet article est partiellement ou en totalité issu de l’article de Wikipédia en allemand intitulé « Kompaktlader » (voir la liste des auteurs).

1. ↑  Soit "Lynx roux" en français.
2. ↑  Manfred Hoffmann: Zahlentafeln für den Baubetrieb, Teubner Verlag, 2006,  (ISBN 3-519-65220-X), Seite 619
3. 1 2 3  « LA CHARGEUSE COMPACTE « SKID STEER » », sur Christian Durieux, 2013 (consulté le 1er février 2023)